# Терсинське сільське поселення (Новокузнецький район)
Те́рсинське сільське поселення (рос. Терсинское сельское поселение) — сільське поселення у складі Новокузнецького району Кемеровської області Росії.
Адміністративний центр — селище Чистогорський.

## Історія
Станом на 2002 рік існували Чистогорська селищна рада (смт Чистогорський, село Славино), Сидоровська сільська рада (села Краснознаменка, Кругленьке, Сидорово, присілки Єсаулка, Курейне, Мала Щедруха, Мокроусово, селища Бардіна, Керегеш, Терехіно, Тоннель, Чиста Грива) та Терсинська сільська рада (села Макаріха, Ячменюха, селища Загадне, Мутний, Осинове Поле, Увал, Усть-Аскарли, Усть-Нарик).
2013 року були ліквідовані Сидоровське сільське поселення (села Кругленьке, Сидорово, присілки Єсаулка, Мала Щедруха, Мокроусово, селища Бардіна, Керегеш, Терехіно, Тоннель, Чиста Грива) та Чистогорське сільське поселення (село Славино, селище Чистогорський), території увійшли до складу Терсинського сільського поселення, при цьому центр був перенесений до селища Чистогорський.

## Населення
Населення — 8261 особа (2019; 9010 в 2010).

## Склад
До складу поселення входять:
| Населений пункт        | Населення, осіб (2002) | Населення, осіб (2010) |
| ---------------------- | ---------------------- | ---------------------- |
| Бардіна, селище        | 88                     | 92                     |
| Єсаулка, присілок      | 108                    | 57                     |
| Загадне, селище        | 204                    | 197                    |
| Керегеш, селище        | 50                     | 44                     |
| Краснознаменка, село   | 35                     | 31                     |
| Кругленьке, село       | 373                    | 388                    |
| Курейне, присілок      | 13                     | -                      |
| Макаріха, село         | 13                     | 6                      |
| Мала Щедруха, присілок | 6                      | 0                      |
| Мокроусово, присілок   | 136                    | 138                    |
| Мутний, селище         | 164                    | 124                    |
| Пезас, селище          | -                      | -                      |
| Осинове Плесо, селище  | 778                    | 795                    |
| Сидорово, село         | 1070                   | 1071                   |
| Славино, село          | 271                    | 344                    |
| Терехино, селище       | 497                    | 494                    |
| Тоннель, селище        | 12                     | 7                      |
| Увал, селище           | 104                    | 42                     |
| Усть-Аскарли, селище   | 209                    | 207                    |
| Усть-Нарик, селище     | 139                    | 99                     |
| Чиста Грива, селище    | 293                    | 172                    |
| Чистогорський, селище  | 4348                   | 4607                   |
| Ячменюха, село         | 112                    | 95                     |